# امین کیوان
امین کیوان(زاده ۱۳۰۷ آستارا _ درگذشته ۲۴ آذر ۱۳۸۶ بندر انزلی) او استاد رشتهٔ آبزیان بود و از او به عنوان پدر علم شیلات نوین ایران یاد می‌شود. امین کیوان از استادان بنیانگذار و پیشکسوت شیلات ایران بود که در گستره علوم و فنون شیلاتی، تألیفات با ارزشی در نیم قرن اخیر در داخل و خارج از ایران، از خود برجای گذاشت.

## زندگی علمی
امین کیوان استاد شیلات، افسر عالیرتبه بهداری نیروی دریایی شمال، نوه دختری مرحوم قربانعلی خان بلند بخش و فرزند حسن فتحعلی زاده، در سال ۱۳۰۷ به مقتضای مأموریت پدرش در شیلات در شهر آستارا دیده به جهان گشود. اجداد پدری او از اهالی لنکران بودند که پس از جنگ‌های سیزده ساله ایران و روس در زمان فتحعلی شاه قاجار و جدا شدن یکسری از شهرها، به استان گیلان روی آوردند. پدر ایشان به دلیل کسب و کار تجارت و آشنایی به زبان روسی به استخدام شیلات در آمد. تحصیلات ابتدایی و نیمی از تحصیلات متوسطه خود را در بندر انزلی گذراند و رتبه اول را در دبیرستان فردوسی این شهر کسب نمود. سال چهارم متوسطه به دبیرستان نظام رفت و در پنجم متوسطه سرگروهبان کل و ارشد شبانه روزی این دبیرستان شد و همواره جویای دریا و خدمت‌رسانی به آن بود. در ششم متوسطه، رشته طبیعی را انتخاب نمود و با تشکیل رشته ماهی شناسی و شیلات به دانشکده دامپزشکی دانشگاه تهران پیوست. ابتدا به دلیل ممنوعیت نظامیان در شرکت در کنکور به ناچار وارد دانشکده افسری شد، ولی دل از دریا برنداشت. در دانشکده افسری ارشد کل سال اول پیاده نظام گردید و پس از طی شرایط سخت انضباطی سه ماهه با نظر فرماندهان در کنکور دانشکده دامپزشکی دانشگاه تهران شرکت نمود و در نهایت با موضوع طبقه‌بندی زیست شناسی ماهیان مولد خاویاری دریای مازندران و تکنولوژی آن با درجه ممتاز درجه دکترای حرفه‌ای خود را به پایان برد و به دلیل عدم امکان تحصیل در این رشته در کشور مجبور به ترک وطن شد. در ارتش حائز رتبه اول برای اعزام به کشور فرانسه برای گذراندن دوره تخصصی علوم آزمایشگاهی تشخیص طبی گردید. تصمیم گرفت در رشته بیولوژی دریا و شیلات نیز ادامه تحصیل دهد که به دلیل نبود ارز توسط دولت تا مدت سه سال موفق به عزیمت نگردید، تا این که در سال ۱۳۳۵ مسئولیت ریاست آزمایشگاه و بازرسی بهداشتی مواد غذایی نیروی دریایی شمال را در بندر انزلی پذیرفت. در سال ۱۳۴۲ پس از دریافت دکتری تخصصی ماهی شناسی با گرایش ایمونولوژی و خون شناسی از دانشگاه پاریس و نیز تخصص علوم آزمایشگاهی از انستیتو پاستور دانشکده پزشکی پاریس به کشور بازگشت و مسئولیت تحقیقاتی را در آزمایشگاه کنترل مواد غذایی ارتش برعهده گرفت.
از سال ۱۳۴۹ بنا به درخواست نیروی دریایی به عنوان رئیس آزمایشگاه مرکزی، آزمایشگاه‌های تشخیص طبی بهداری در شمال و جنوب کشور را ایجاد و فعال نمود. سال ۱۳۵۸ ریاست بیمارستان مرکزی و با اوجگیری جنگ ایران و عراق سرپرستی بهداری نیروی دریایی را بر عهده گرفت و در سال ۱۳۶۲ در کمال افتخار به خدمات نظامی خود با درجه ناخدا یکمی و در واقع با جایگاه ۲۰ نظامی (از نظر سابقه معادل دریاسالاردومی) پایان داد.

## فعالیت‌های اجرایی
او هم‌زمان با فعالیت‌هایش در ارتش به عنوان مشاور عالی فنی شرکت سهامی شیلات جنوب‌ایران از سال ۱۳۴۲ در این شرکت تا سال ۱۳۵۲ خدمت نمود و تا سال ۱۳۵۸ به عنوان مدیر امور صید و ناوگان صیادی و به عنوان عضو فنی هیأت مدیره و معاون تحقیقاتی و فنی شرکت شیلات جنوب به کار خود ادامه داد و به نوعی پایه‌های علمی، اجرایی و تحقیقاتی شیلاتجنوب کشور را بنیان نهاد.
ایشان علاوه بر منشأ خدمات پایه در امور نظامی، پزشکی و امور تحقیقاتی در عرصه علوم و صنایع غذایی که تربیت و پرورش شاگردان زیادی را به همراه داشته‌است پایه‌گذار و هدایتگر سکان شرکت سهامی شیلات جنوب‌ایران، استاد محقق در دانشگاه تهران، مؤسس دپارتمان ماهی شناسی و صنایع شیلاتی در دانشکده علوم تغذیه انستیتو خواربار و تغذیه ایران (در دانشگاه شهید بهشتی فعلی)، مشاور عالی در موضوعات کلان شیلاتی و بنیانگذار و راهگشای رشته‌های شیلات کشور بالاخص در ایجاد نخستین رشته مهندسی منابع طبیعی شیلات در دانشگاه آزاد اسلامی واحد شرق گیلان در سال ۱۳۶۸ و سکانداری دوره دکتری تخصصی شیلات در واحد علوم و تحقیقات دانشگاه آزاد اسلامی و اشاعه و پشتیبانی آن در اقصی نقاط کشور بوده‌است.

## طرحهای ماندگار
تهیه طرح‌های متعدد از جمله تهیه نخستین آئین نامه صید ماهی در آب‌های جنوب، ایجاد ناوگان صید میگو در شیلات جنوب، ایجاد انستیتوی تحقیقاتی علمی و فنی ماهیگیری شیلات جنوب، نماینده ایران در کمیته‌های فنی سازمان خواربار و کشاورزی ملل متحد (فائو) در موضوعات شیلاتی آب‌های جنوب، مشارکت در تهیه کتاب طبقه‌بندی ماهیان خلیج فارس و دریای عمان با کمک فائو و نگارش،طراحی پایگاه تحقیقاتی علوم و فنون شیلاتی(به نام امروزی مرکز تحقیقات علوم شیلاتی و فنون دریایی دکتر کیوان دانشگاه آزاد اسلامی واحد لاهیجان در چمخاله لنگرود) تدوین و هدایت کتب، مقالات و پایان‌نامه‌های متعدد در سطح کشور و مهم تر، تلفیق علم و تجربه وافر در علوم مرتبط در جهت هدایت متخصصین و کمک به توسعه کشور و رفاه مردم تنها بخشی از خدمات پروفسور امین کیوان این انسان برجسته بوده‌است.
تحقیقات ایشان در تعیین گروه خونی برخی ماهیان و تعیین نژاد آبزیانو شناسایی میگوهای ایران در عرصه بین‌المللی از افتخارات کشور و شاگردان این فقید سعید محسوب می‌شود.

## نشان‌های علمی
وجود خدمات اکثریت قریب به اتفاق دانشجویان، کارشناسان و اساتید این کشور در عرصه خدمات علمی و اجرایی کشور مرهون تلاش‌های خستگی ناپذیر این مرد در امر توسعه کشور، آموزش و پرورش جوانان و هدایت مجامع علمی این مرز و بوم بوده، به‌طوری‌که در سال ۱۳۶۶ پیرو تلاش‌های خستگی ناپذیر خدمت‌رسانی به جامعه علمی کشور چهارمین درجه دکترای تخصصی خود را (با درجه دکتری دولتی دتا) از دانشگاه پیر و ماری کوری پاریس در رشته زیست شناسی دریایی به پایان رساند و با خدمات خود به عنوان استاد محقق در دانشکده منابع طبیعی دانشگاه تهران ادامه داد. ضمن تدریس و راهنمایی دانشجویان، کتاب‌های ارزشمندی از جمله «ماهیان خاویاری ایران» را به یادگار گذاشتند و همواره در کنار خدمات‌رسانی پزشکی در آزمایشگاه تشخیص طبی خود با روحیه‌ای پذیرا و بشاش آماده پاسخگویی به دانشجویان علاقه‌مند بود.
پروفسور امین کیوان تحقیقات خود را با نشر نتایج تحقیقاتی در خصوص «برنج‌شناسی و طرز بازرسی برنج» ادامه داد و به دلیل جلوگیری از خسارات اقتصادی که هر ساله در این خصوص به ارتش کشور وارد می‌شد موفق به دریافت نشان دانش گردید. او سپس روش‌های میکروب شناسی را در کارخانجات کنسرو ترویج نمود و کارخانه پایلوت کنسروسازی را برای مواقع جنگی طراحی و تأسیس نمود که منجر به دریافت نشان ابن سینا و نشان رازی گردید.

## گفتار
فرزندان من! به دریای مازندران و خلیج فارس اکتفا نکنید، شمال اقیانوس هند هم استخر ماهی شماست— (نقل از دکتر عادلی.
فیتوپلانکتون کوچکترین تولیدکننده است؛ انسان نباید صرفاً مصرف‌کننده باشد؛ مولد باشید— (نقل از دکتر هدایتی‌فرد).

## درگذشت
او در ۲۴ آذر ۱۳۸۶ در سن ۷۹ سالگی هنگام سخنرانی در ارتباط با کنفرانس تحقیقاتی تالاب انزلی در گذشت. امین کیوان اعتقاد داشت کوشش و پژوهش اصلی‌ترین فاکتور زندگی است و همواره دانشجویان خود را مانند فرزندی در جهت کسب علم و خدمت‌رسانی به میهن تشویق می‌نمود و می‌گفت بایستی جاده‌های ناهموار را برای خدمت سایرین باز کرد. آب‌های ایران را چون گوهر و نگینی می‌دانست که بهره‌وری از آن راهگشای توسعه کشور است و همواره می‌خواست که دانشجویانش بر درخشش آن بیفزایند، چه بسا این محقق نام‌آور در آستانه روز پژوهش در حین ارائه سخنرانی مقاله علمی در همایش «مطالعه تالابها و آب‌های داخلی شمال کشور» در ۲۴ آذر ماه سال جاری در محل دوران کودکی خود درگذشت.